# Saul Jicchak Kaempf
Saul Jicchak Kaempf, přepisováno též jako Saul Isaac Kämpf nebo v různých variantách, (6. května 1818 nebo 1813 Leszno – 16. října 1892 Praha) byl pražský rabín, zastánce haskaly a profesor semitistiky na Pražské německé univerzitě.

## Biografie
Narodil se v rodině talmudského učence, šocheta Aarona Jacoba Kaempfa. Souběžně se studiem na gymnáziu v Berlíně se věnoval studiu talmudu u E. Rosensteina. V roce 1836 odešel do Poznaně, kde studoval na ješivě rabína Akivy Egera. O čtyři roky později odjel do Halle, kde tři roky studoval filozofii a filologii na tamější univerzitě u Gesenia a Rödigera. V roce 1844 získal titul Ph.D. a rabínský diplom.
V roce 1846 byl na podnět hlavního představitele učené haskaly v Praze, jímž byl v té době Moses Israel Landau, osloven „Spolkem pro reformovanou bohoslužbu“ (Verein für geregelten Gottesdients Israeliten), aby převzal funkci kazatele a později i rabína v první reformované pražské židovské kongregaci, která působila v budově Staré školy, na jejímž místě dnes stojí tzv. Španělská synagoga. Kaempf výzvu přijal a stal se neméně váženým nástupcem svého předchůdce Michaela Sachse. Habilitoval se na pražské univerzitě, kde od roku 1850 působil jako docent a od r. 1858 jako řádný profesor. Roku 1883 byl jmenován vládním radou.
| „ | V lednu 1846 pronáší S. I. Kaempf ve Staré škole svou nástupní řeč a na tomto místě působí až do roku 1868. Dožívá se ještě stavby nového templu v pseudomaurském slohu a umírá v Praze roku 1898 jako obecně vážený vědec, který dosáhl postupně docentury a profesury semitistiky na Pražské univerzitě. | “ |

Zemřel roku 1892 v Praze. Pohřben byl na Novém židovském hřbitově na Olšanech.

## Literární a vědecká činnost
Kaempf byl co se týče literární činnosti velice plodný. Důležitá část spisů se týká jeho kazatelsko-rabínské činnosti. Jedná se o různá kázání, ale též vydání známého hebrejsko-německého siduru Sichat Jicchak, jenž byl přeložen do hebrejsko-české varianty Moricem Krausem.
Pokoušel se také o vlastní literárně-uměleckou tvorbu. V roce 1859 byla v Praze vydána jeho práce s názvem „Sulejmán. Dramatická báseň o pěti dílech“ (Suleiman. Dramatisches Gedicht in fünf Abtheilungen).
Co se týče vědecké činnosti, zaměřoval se především na zpracování orientální literatury včetně překladů do němčiny. I když zvláštní pozornost věnoval hebrejské poezii muslimského Španělska, neunikly mu ani starší texty epigrafického charakteru, mezi něž patří nápis na Méšově stéle nebo na sarkofágu fénického krále Ešmunazara II. Tyto nápisy souvisely též s jeho vědeckým zájmem o starozákonní biblistiku.